# Somalias herrlandslag i fotboll

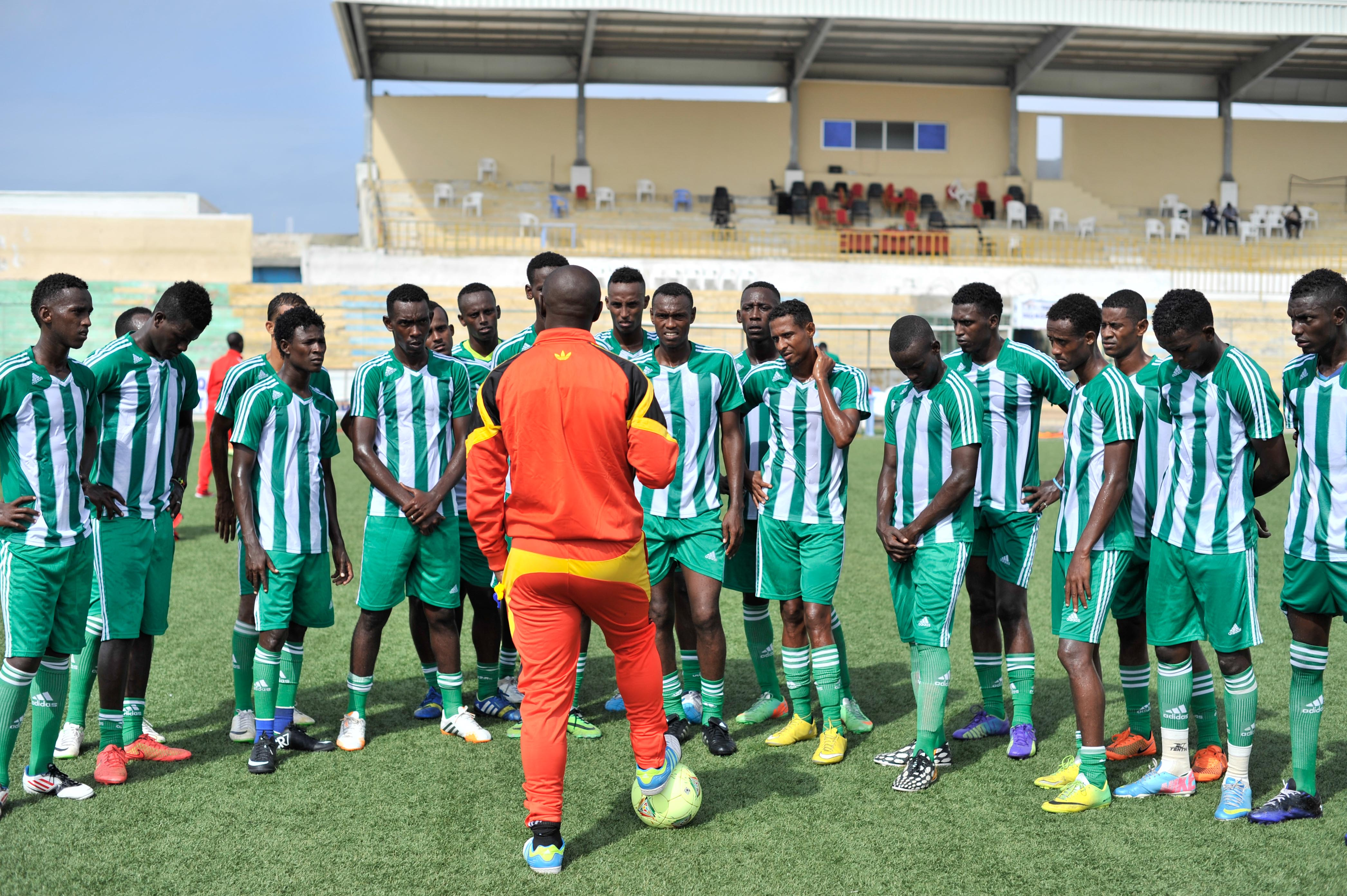
Somalias herrlandslag i fotboll 2015.

Somalias herrlandslag i fotboll representerar Somalia i fotboll för herrar. Det spelade sin första landskamp i november 1963 i Indonesien och förlorade med 0-14 mot Nordkorea. Somalia är det enda laget som FIFA-sanktionerat förlorat mot Djibouti, i kvalet till VM 2010 med 0-1.

## Historia
De första somaliska fotbollslagen etablerades under 1940-talet. Tävlingarna var av enkel struktur, förknippades med den antikoloniala rörelsen. Det somaliska ungdomsförbundet (SYL), landets första politiska parti, hade satt ihop ett lag av lokala ungdomar att spela mot de italienska utlandsstationerade lag. 1958 etablerades den första somaliska kommissionären för idrotten. Fotbollstrupp till SYL hade samlats, vilken senare skulle byta namn till Bondhere, och vann de första tävlingarna. Det var dock inte lika framgångsrik i sina tidiga matcher mot utländska lag.
1982 deltog Somalia för första gången i VM-kvalmatcher. Man förlorade på bortamålsregeln efter att ha spelat två matcher mot Niger, det andra mötet spelades i Mogadishu den 27 juli 1980 och slutade 1-1.